# Lasiocercis hovanoides
Lasiocercis hovanoides är en skalbaggsart som beskrevs av Stefan von Breuning 1964. Lasiocercis hovanoides ingår i släktet Lasiocercis och familjen långhorningar.
Artens utbredningsområde är Madagaskar. Inga underarter finns listade i Catalogue of Life.